# Tegalrandu (Srumbung)
Tegalrandu is een bestuurslaag in het regentschap Magelang van de provincie Midden-Java, Indonesië. Tegalrandu telt 2393 inwoners (volkstelling 2010).